# Hedmarken

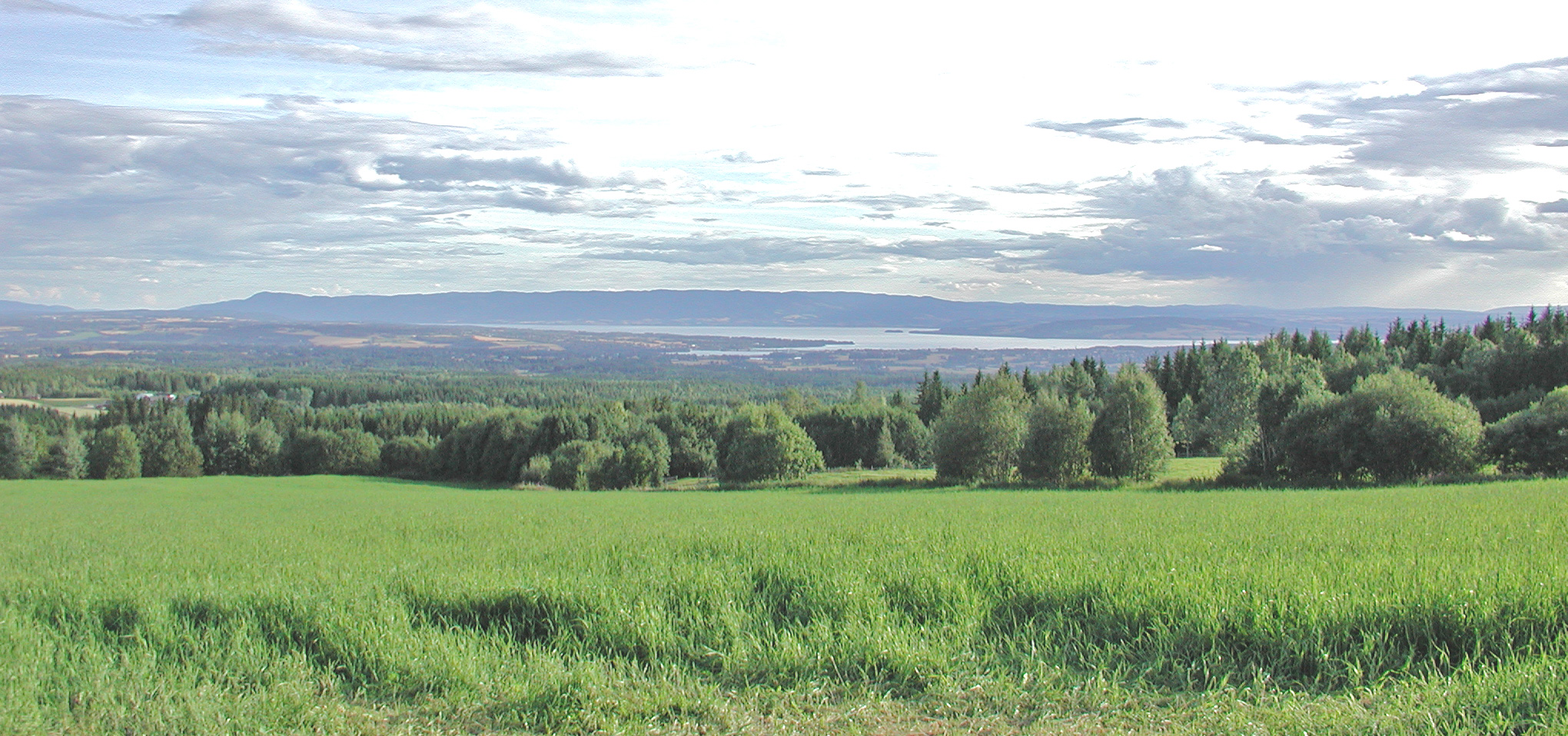
Utsikt över Hedmarken från Vang vid Hamar.

Hedmarken (eller Hedemarken) är ett landskap i Innlandet fylke i östra Norge. Landskapet består av kommunerna Stange, Hamar, Løten och Ringsaker.